# KPRs (knowledge pool resources)
En la web, los KPR ( siglas de knowledge pool resources) o SCC sistemas de conocimientos comunes son reservorios cognitivos de innovación y creatividad construidos colectivamente gracias a los aportes y la participación de los usuarios. Son posibles por la interconectividad que ofrece la red, pero se cimientan sobre la base del compromiso, la colaboración y la construcción colectiva de la comunidad. 
En tanto commons de conocimiento que se acumula y ofrece, el KPR deviene en un capital social disponible para todos los usuarios. 
El concepto creado por Ernesto van Peborgh se inspira en los “common- pool resource” o CPR, que podría ser traducido como “sistemas de recursos comunes", objeto de estudio de la Premio Nobel de Economía Elinor Ostrom. 
En su libro escrito con Charlotte Hess, Understanding knowledge as a commons, Ostrom propone la aplicación del estudio de los commons a la producción de conocimiento. Siguiendo lo que sostienen diversos autores de que Internet puede ser considerada un pool de recursos comunes, y dado que el recurso compartido en la World Wide Web es el conocimiento —un emergente generado por la interacción de millones de personas en el espacio virtual—, la red de redes se nos presenta como un KPR (knowledge pool resources), “sistemas de conocimientos comunes”. 
Cada KPR se constituye como un nodo en un entramado mayor, dado que tiende a complementarse con otros commons hasta configurar subsistemas de una red cognitiva global interdependiente. Los KPR desarrollan de este modo una trama policéntrica, de nodos interdependientes e interconectados. Tienen la capacidad de desarrollarse, transformarse y aportar a la evolución del conjunto a partir de su integración en una interacción recursiva permanente. 
La consistencia y permanencia de los KPR descansa precisamente en los aportes de la comunidad de personas, identificadas con intereses comunes y convocantes, que crean y nutren el conocimiento compartido. La actividad de los participantes promueve la circulación de ideas, conclusiones, polémicas e interrogantes que expanden la trama de mentes interconectadas atrayendo a otras. La web constituye así la plataforma que incorpora la tecnología a la cognición. 